# Weinbau in Niedersachsen

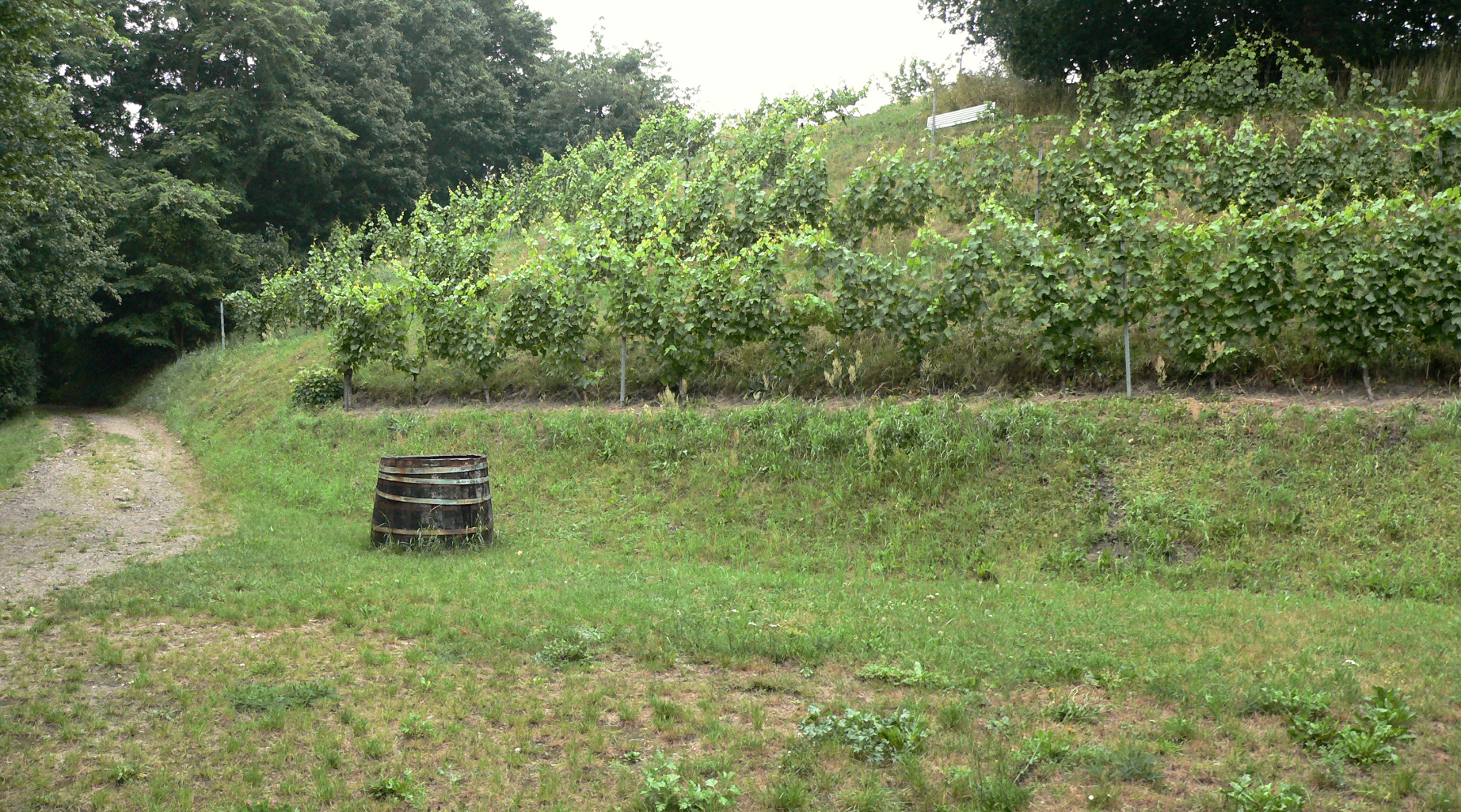
Rebstöcke am Hang des Weinbergs in Hitzacker

Weinbau in Niedersachsen wird offiziell seit 2016 betrieben. Seit diesem Zeitpunkt ist es im Land Niedersachsen nach einer Gesetzesänderung möglich, Anträge auf Neuanpflanzungen von Reben für den kommerziellen Weinbau zu beantragen. Da Niedersachsen über keines der im Weingesetz bzw. der Weinverordnung genannten Weinbauanbaugebiete verfügt, darf auch Landwein in Niedersachsen nur als Tafelwein vermarktet werden, siehe Qualitätsstufe. Die vorgeschriebene Kennzeichnung lautet somit „Deutscher Wein“, eine genauere, regionalisierte Bezeichnung ist nicht zulässig.
Bis 2023 wurden in Niedersachsen insgesamt 41,16 ha Rebfläche bewilligt, von denen gut 25 ha zu diesem Zeitpunkt bepflanzt waren. Rechtliche Einzelheiten regelt die Niedersächsische Verordnung zur Durchführung weinrechtlicher Vorschriften vom 7. März 2023.

## Anbaugebiete
Weinhänge befinden sich derzeit unter anderem in Bad Iburg (Landkreis Osnabrück), Wiecheln (Landkreis Lüneburg), Unterstedt (Landkreis Rotenburg (Wümme)), Belitz (Landkreis Lüchow-Dannenberg), Groß Thondorf (Landkreis Uelzen), Meitze (Region Hannover), Rinteln (Landkreis Schaumburg), Verden (Landkreis Verden) sowie in Hann. Münden und Seeburg (Landkreis Göttingen).

## Entwicklung des Weinbaus
Bereits in früheren Zeiten ist auf dem Gebiet des heutigen Niedersachsen Wein kultiviert worden. Hinweise hierfür finden sich in den Bereichen der Herzogtümer Braunschweig und Lauenburg sowie des Fürstentums Lüneburg, aber seit dem 18. Jahrhundert auch in den Ämtern Neustadt am Rübenberge, Sulingen und im Eichsfeld. Andere Befunde sind in der Gegend um den Landkreis Holzminden nahe von Höxter (bereits nordrhein-westfälisch), bei der Burgruine Polle, in der Rühler Schweiz und im Vogler feststellbar, weiterhin in Hildesheim und in Leeseringen bei Nienburg/Weser. Der historische Weinanbau lässt auf hohe Aufwandsbemühungen beim Weinimport schließen, weniger auf ein wärmeres Klima während des Mittelalters.
Seit dem Mittelalter wurde am steilen Südhang des 213 m hohen Questenbergs in Hann. Münden Weinbau betrieben, bei dem Wein mit der Bezeichnung Questenberger erzeugt wurde. Erstmals urkundlich wird er 1390 als bemerkenswert gut erwähnt.
Am 53 m ü. NHN hohen Weinberg in Hitzacker an der Elbe wurden unterhalb der Weinbergsburg über Jahrhunderte Rebstöcke angebaut. Erstmals erwähnt wird der Weinbau im Jahr 1521 unter Ernst dem Bekenner. Nachdem Hagel 1713 die Weinstöcke vernichtete, wurde der Weinanbau eingestellt.  Seit 1980 wird dort wieder hobbymäßig Wein angebaut und als Hidesacker Weinbergströpfchen gekeltert. Einmal im Jahr wird die Weinlese an den 99 Weinstöcken mit der amtierenden Weinkönigin gefeiert.

### Heute
In heutiger Zeit dürfen Hobby-Winzer Weinbau genehmigungsfrei auf einer Fläche von 0,1 Hektar für den Eigenbedarf betreiben. Für erwerbsmäßige Zwecke sind der Anbau von Reben in größerer Zahl und die Verarbeitung der Trauben streng reglementiert. 2016 erhielt Niedersachsen die ersten Weinbaurechte vom Bund und wurde damit das 14. Anbaugebiet in Deutschland.
Für die Genehmigung von professionellem Weinbau ist in Deutschland die Bundesanstalt für Landwirtschaft und Ernährung (BLE) zuständig. Das Niedersächsische Landesamt für Verbraucherschutz und Lebensmittelsicherheit (LAVES) überwacht den Weinanbau in Niedersachsen. Es überprüft, ob genehmigte Anpflanzungen zur Weinerzeugung durchgeführt wurden und ob ungenehmigte gewerbliche Weinanpflanzungen entstanden sind. Außerdem wird der festgelegte Hektarertrag kontrolliert und ob Übermengen eventuell destilliert werden. Das LAVES untersucht und beurteilt zudem amtliche Weinproben.
2020 betrug die Weinanbaufläche 24,5 Hektar und es gab 20 Personen, die professionell Weinanbau betrieben.
2021 belief sich die genehmigte Rebfläche auf rund 32 Hektar. und es gab 34 Personen, die professionell Weinanbau betrieben.
2022 betrug die genehmigte Rebfläche rund 36 Hektar, wobei Wein auf einer Fläche von rund 22 Hektar angebaut wurde. 40 Personen betrieben professionellen Weinanbau, von denen 24 dem niedersächsischen Weinbauverband angehörten.
2023 stellte der Vorsitzende des niedersächsischen Weinbauverbandes fest, dass die Winzer in Niedersachsen vom Klimawandel profitieren.

### Niedersächsischer Weinbauverband
Die Mitglieder des Niedersächsischen Weinbauverbandes bewirtschaften derzeit (2024) etwa 18 ha Weinbaufläche, wovon gut ein Drittel bio-zertifiziert ist. Niedersachsenweit sind derzeit etwa 25 ha Rebfläche bepflanzt. Die bewilligte Gesamtanbaufläche wächst jährlich um einige Hektar, zuletzt um 5,23 ha im Jahre 2023 auf insgesamt 41,16 ha.

## Weinbau in anderen Bundesländern
Neben den etablierten deutschen Anbaugebieten gibt es auch in anderen Bundesländern entsprechende Lagen, beispielsweise
- Kreuz-Neroberger und Wilmersdorfer Rheingauperle in Berlin
- Weinbau in Brandenburg
- Weinbau in Schleswig-Holstein